# Hoplolabis variegata
Hoplolabis variegata là một loài ruồi trong họ Limoniidae. Chúng phân bố ở miền Cổ bắc.